# Torella dei Lombardi
Torella dei Lombardi – miejscowość i gmina we Włoszech, w regionie Kampania, w prowincji Avellino.
Według danych na 1 stycznia 2022 roku gminę zamieszkiwało 1959 osób (962 mężczyzn i 997 kobiet).